# Alabagrus variegatus
Alabagrus variegatus är en stekelart som först beskrevs av Brulle 1846.  Alabagrus variegatus ingår i släktet Alabagrus och familjen bracksteklar. Inga underarter finns listade i Catalogue of Life.